# Burg Enger
Die Burg Enger, in der Geschichte auch einmal legendenhaft Burg Wittekinds genannt, war eine Burg in Enger, Kreis Herford, in Nordrhein-Westfalen. Der Burgstall, an dem die Burg gestanden haben soll, wird Burgstätte genannt und liegt in dem Winkel Burgstraße/Bäckerstraße (heute: Burggraben). Am Gebäude der Bäckerei, die heute an dieser Stelle steht, ist ein Hinweisschild angebracht.

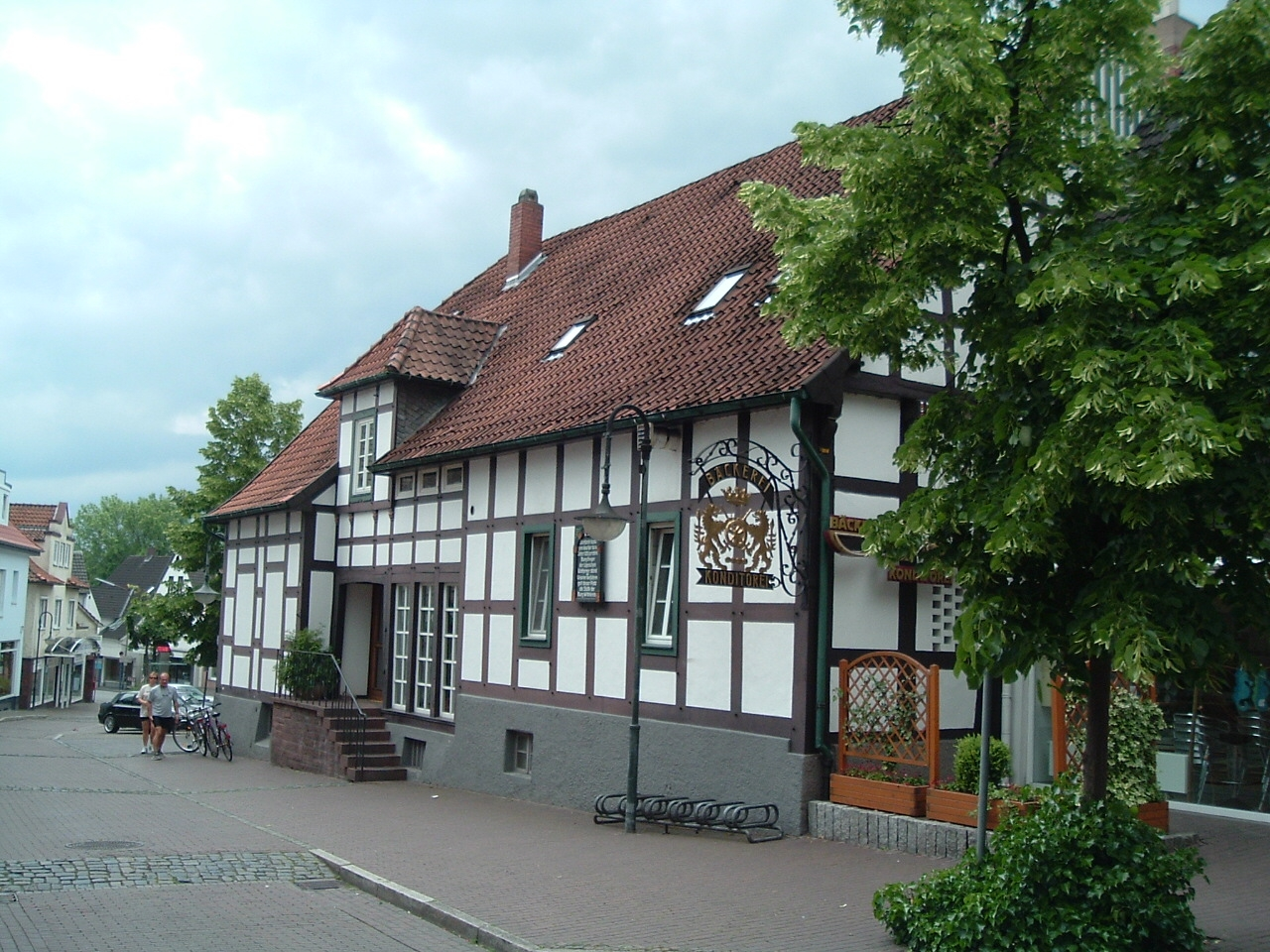
Das Stracksche Haus im Juni 2007 – hier stand bis 1305 die Burg Enger

## Geschichte und Baugeschichte

### Die Ereignisse um das Jahr 1305
Die erste gesicherte Quelle über die Burg Enger stammt aus dem Jahr 1305. In diesem Jahr wurde die Zerstörung dieser Befestigung beschlossen. Über das Datum der Errichtung ist nichts weiter bekannt; ein Burgenbau durch den Sachsenherzog Widukind ist historisch nicht gesichert.
Die Burg gehörte den Edelherren von Lippe. Während territorialer Auseinandersetzungen unterlag Simon I. zu Lippe drei Jahre zuvor, im Jahre 1302, den Bischöfen von Münster, Osnabrück und Paderborn, dem Grafen zu Ravensberg und der Stadt Herford. Der Grund für die Auseinandersetzungen waren Klagen angebliche Raubzüge von Simon I., von denen hauptsächlich das Stiftsgebiet von Osnabrück betroffen war. Es kam zu einem Bündnis zwischen Ludwig von Ravensburg (Bischof von Osnabrück), seinem Bruder Graf Otto von Ravensburg, den Bischöfen von Paderborn (Otto von Rietberg) und Münster (Otto III. von Rietberg, Neffe des Paderborner Bischofs Otto von Rietberg), und der Stadt Herford. Zuerst wurde die Burg 1302 eingeschlossen und belagert, bis sie schließlich fiel. Simon I. wurde gefangen genommen und im Osnabrücker Bucksturm festgehalten. Nach anderthalb Jahren kam er frei. Ihm wurde zur Auflage gemacht, die Burg zu schleifen, und zwar so, dass sie nicht wieder aufgebaut werden konnte. Alle Gräben sollten zugeworfen werden.

### Burg Enger nach der Schleifung
Ob die Burg wirklich komplett geschleift wurde, ist unklar. In den folgenden Jahrhunderten ist immer wieder von Bestandteilen oder Ruinen die Rede, welche gesehen wurden oder mit Quellen belegt worden sind. Andererseits war die Burgstätte „kurze Zeit nach Zerstörung der Burg mit einem bürgerlichen Haus besetzt“.
Zur Burg gehörte beispielsweise eine Kapelle, die nachweislich noch 1456 und 1501 bestanden hat. Der Bergfried existierte noch im 17. Jahrhundert. Er wurde als Gefangenenturm benutzt. Das belegen Kirchenrechnungen aus dem Jahr 1640, die Ausgaben für Reparaturen verzeichnen. Grabungen nach Fundamenten der Burg, beispielsweise im Jahr 1881, förderten außer Bauschutt und losen Trümmern keine relevanten Artefakte zu Tage.

## Name
„Unseren Vorfahren galt dieser Platz als Stätte der Burg Wittekinds“, so heißt es auf der Hinweistafel am Strackschen Haus in Enger. Der Name „Wittekindsburg“, der in einigen historischen Aufsätzen benutzt wird, beruht somit auf einer Legende. Bisher konnten Wissenschaftler und Historiker keinen Nachweis erbringen oder finden, dass Widukind die Burg in Enger erbaut hat.

## Standort
Der Standort der Burg – in dem Winkel Burgstraße/Bäckerstraße (heute: Burggraben) – gilt unter den Heimatforschern als nach wie vor nicht geklärt. Zwar ist durch viele nachrichtliche Hinweise eindeutig belegt, dass es eine Burg in Enger gegeben hat, nicht aber wo. Einen Hinweis gibt eine Informationstafel am einzeln stehenden Glockenturm der Stiftskirche Enger. Dort steht geschrieben, dass dieser Turm auf den Fundamenten einer Wehrmauer errichtet wurde, der zur Burg gehört hat. Der zweite Hinweis erfolgt durch eine Tafel am Strackschen Haus.

## Fundstücke
Eine weitere Möglichkeit, die Existenz der Burg indirekt zu beweisen, sind Fundstücke. Da wäre zum einen das Bruchstück eines Wappensteins, das die lippische Rose darstellen soll. Dieser ist Gustav Engel zufolge „ein Fundstück von der Burg Enger“ und im Inneren der Stiftskirche Enger eingemauert.
Die gleiche Quelle berichtet auch über „Reste von Skulpturen“. Diese figürlichen Steine sind nicht mehr in der Außenwand der Kirche eingemauert. Zwar wurden sie im Garten der Familie Strack gefunden, also dort, wo die Burg gestanden haben soll, stammen aber vermutlich aus dem 16. Jahrhundert.
Von den „Spießen und anderen Sachen“ gibt es außer dem historischen Bericht Reineccius’ keinen Beleg oder Beweis.